# Иваново (Макарьевский район)
Иваново — деревня в Макарьевском районе Костромской области. Входит в состав Нежитинского сельского поселения.

## География
Находится в юго-восточной части Костромской области на расстоянии приблизительно 45 км на юго-запад по прямой от районного центра города Макарьев на правом берегу Унжи.

## История
Известна с 1872 года, когда здесь было учтено 5 дворов, в 1907 году отмечено было 4 двора. В период коллективизации был организован колхоз «Инициатор». 

## Население
Постоянное население составляло 26 человек (1872 год), 21 (1897), 25 (1907), 2 в 2002 году (русские 87 %), 3 в 2022.